# Гермеи
Гермеи (др.-греч. Έρμαια) — праздник в Древней Греции в честь Гермеса.
Гермес был богом-покровителем гимнасиев и палестр. Основные праздничные мероприятия в день праздника происходили в гимнасиях и представляли, по всей видимости, жервтоприношения и спортивные состязания для мальчиков и юношей, носившие более свободный, чем обычно, характер.
В Афинах, согласно Эсхину, во времена законодателя Солона был принят закон, запрещающий взрослым, не задействованным в процессе обучения, посещать гимнасии. Те из гимнасиархов, которые разрешали взрослым участвовать в гермеях, подлежали наказанию на основании «закона о развращении детей свободных родителей». Однако данный закон не выполнялся. В сочинении Платона «Лизис» разговор между взрослыми и мальчиком происходит на празднике гермеев. Антиковед Т. Сканлон предполагает, что возникновение гермеев восходит ко времени жизни Солона, а именно к VI веку до н. э. В связи с тем, что праздник мог стать популярным местом для педофилов, и был принят запрет на посещение гермеев взрослыми, якобы на основании древней традиции.
В различных уголках Эллады гермеи имели те или иные местные особенности. В Лаконике праздник посвящался одновременно Гермесу, Гераклу и Диоскурам, в Аргосе — Гермесу и Аполлону, Делосе и Херсонесе Фракийском — Гермесу и Гераклу. На Крите во время гермей, как и в Риме во время сатурналий, рабы на время праздника получали свободу и освобождались от выполнения своих ежедневных обязанностей.
В Танагре в Беотии гермеи были связаны с представлением о Гермесе Криофоре («несущем барана») и Промахосе («воителе»). Согласно местному мифу Гермес отвратил от города моровую язву, обнеся вокруг его стен барана на плечах. Во время гермей самый красивый юноша города совершал тот же путь с ягнёнком на плечах. Также жители города верили, что во время нападения на их город эретрийцев с Эвбеи, Гермес в виде эфеба — юноши, вступающего в права полноправного гражданина, вывел на бой всю молодёжь Танагры и спас город.
В античных источниках также содержатся свидетельства о праздновании гермеев в Фенее в Аркадии и Пеллене в Ахее.